# Полісульфани

Полісульфани

Полісульфани (рос. полисульфаны, англ. polysulfanes) — сполуки сірки загальної формули H2Sx, де х ≥ 2. Аніони Sx2– утворюються при розчиненні сірки у водних розчинах сульфідів металів 1 і 2 груп (пр., Na2S → Na2Sx). Підкислення таких розчинів дає полісульфіди H2Sx, які піддаються фракційній дистиляції (х = 2 — 6). Полісульфани H2Sx з х > 6 добувають при взаємодії гідроген сульфіду з SxCl2. Усі полісульфани термодинамічно нестабільні і розкладаються до H2S та S. У солях d-металів Sx2– утворює циклічні форми.